# Синеухо земеродно рибарче
Синеухото земеродно рибарче (Alcedo meninting) е вид птица от семейство Alcedinidae. Видът е незастрашен от изчезване.

## Разпространение
Разпространен е в Бангладеш, Бруней, Камбоджа, Китай, Индия, Индонезия, Лаос, Малайзия, Мианмар, Непал, Филипини, Сингапур, Шри Ланка, Тайланд и Виетнам.